# Сукарно, Деви
Ратна Сари Деви Сукарно (яп. ラトナ サリ デヴィ スカルノ, индон. Ratna Sari Dewi Sukarno, урождённая как Наоко Немото яп. 根本 七保子, индон. Naoko Nemoto, широко известная в Японии как Дэви Фуджин яп. デヴィ夫人, индон. Dewi Fujin; буквально Леди Дэви или Мадам Дэви; род. 6 февраля 1940, Azabu-ku, Токио, Японская империя) — японская бизнес-леди, светская львица и телеведущая. Она была одной из жён первого президента Индонезии Сукарно.

## Биография

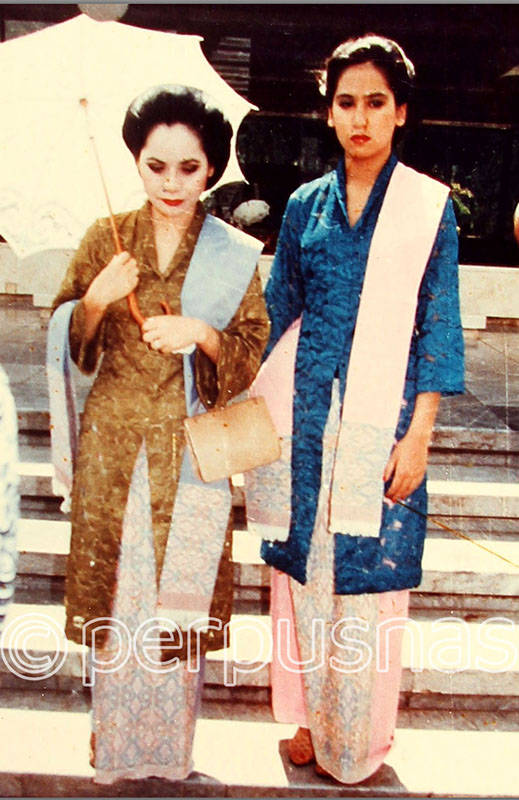
Деви Сукарно (слева) с дочерью Картикой в октябре 1988 года

Наоко Нэмото родилась 6 февраля 1940 года в Токио в семье Хэйсичиро Нэмото и Масако Нэмото. У Нэмото был младший брат Ясоо Нэмото, а её мать постоянно болела. Её отец был плотником и умер, когда ей было 15 лет. Чтобы свести концы с концами, Нэмото работала в известном клубе «Копакабана».
В 1959 году Немото, которой было 19 лет, познакомилась с Сукарно, который был на 38 лет старше её, в баре «Ginza» в Токио, недалеко от отеля «Imperial». Немото была студенткой художественного вуза и артисткой, когда последний находился с государственным визитом в Японии.
В 1962 году в Индонезии Наоко вышла замуж за Сукарно и приняла ислам. Сукарно дал ей индонезийское имя «Ратна Сари Деви Сукарно», которое происходит от яванского санскрита и означает «драгоценная сущность богини». У них была дочь, Картика (родилась 11 марта 1967 года, сейчас носит имя Карина), восьмой ребёнок Сукарно. В 1967 году Сукарно был свергнут генералом Сухарто и умер три года спустя.
Овдовевшая Деви Сукарно, после отстранения Сукарно от власти, переехала в Европу и с тех пор жила в разных странах, в том числе три года в Швейцарии, десять лет во Франции и ещё десять лет в США. К 2008 году она вернулась в Японию и жила в районе Сибуя в Токио, где жила в своей резиденции, полной памятных вещей.
По состоянию на 2012 год Деви Сукарно с удовольствием ухаживает за своими 16 собаками и занимается косметическим бизнесом. Она зарабатывает на жизнь подработками, выступает на японском телевидении и была судьёй на конкурсах красоты, например, на конкурсе «Мисс Интернешнл 2005», проходившем в Токио. Она известна своей скульптурной красотой и часто утверждает, что не делала подтяжек лица и пластических операций, о которых, по слухам, ей рассказывал врач.
В японских СМИ Сукарно прославилась своей прямолинейностью. В интервью Дези Анвару из «CNN Indonesia» она выразила сомнение в том, что её будут называть только вдовой покойного президента Сукарно спустя 40 лет после его смерти.

## Споры
В январе 1992 года Деви Сукарно оказалась вовлечённой в нашумевшую ссору на вечеринке в Аспене, штат Колорадо, США, с другой светской львицей и наследницей международного уровня Минни Осменья. Внучка бывшего президента Филиппин Серхио Осменья, как сообщается, прокомментировала прошлое Сукарно, и ссора достигла кульминации в том, что Сукарно ударила Осменью по лицу бокалом для шампанского. Осменье потребовалось наложить 37 швов, чтобы закрыть рану, в то время как Сукарно позже был задержана на 34 дня в Аспене за нарушение общественного порядка. Сукарно и Осменья уже были враждебны друг к другу после обмена репликами на более ранней вечеринке за несколько месяцев до этого, где Сукарно, как было слышно, смеялась над политическими планами Осменьи (среди которых было баллотироваться на пост вице-президента Филиппин).
В следующем году Сукарно позировала для «Мадам д'Сюга: Деви с любовью», фотоальбома Хидеки Фуджи, опубликованного в её родной Японии в 1993 году. На многих снимках она изображена полуобнажённой, а на некоторых — видны следы татуировок на теле. Фотоальбом, хотя и не распространялся в Индонезии, был немедленно запрещён правительством Нового порядка, и многие индонезийцы почувствовали себя оскорблёнными тем, что они восприняли как позор имени и наследия покойного президента Сукарно.
В 1997 году газета «New York Daily News» опубликовала анонимные слухи о том, что Сукарно был вовлечён в «ссору с выдергиванием волос» на вечеринке в честь Хэллоуина с Кете Шухтер, подругой мошеннического финансового менеджера Мартина Франкеля. Сукарно отрицал обвинения и, не сумев заставить Шухтер публично отказаться от своих слов, подал на неё в суд за клевету. Вскоре после этого против Франкель и Шухтера, которые бежали из США в мае 1999 года, были выдвинуты федеральные обвинения в сговоре и мошенничестве, . Это оставило иск Сукарно в подвешенном состоянии, и только в 2009 году Шухтер была задержана итальянскими властями.
В апреле 2009 года после скандального запуска спутника «Кванмёнсон-2» Сукарно пригласили прокомментировать ситуацию японские СМИ, поскольку её покойный муж сумел сохранить благоприятные отношения с Северной Кореей во время своего правления. В интервью она заявила: «Япония слишком шумит, это всего лишь искусственный спутник», что вызвало возмущение японских правых. Вечером 19 апреля 2009 года один из их грузовиков с акустической системой появился у резиденции Сукарно в престижном токийском районе Минато и устроил шумную акцию протеста. В ответ она бросила два цветочных горшка с балкона второго этажа, которые, как утверждается, попали в зеркала фургона. Сразу после этого Сукарно вышла на улицу, чтобы противостоять правым, что привело к ожесточенной ссоре. Находившийся неподалёку полицейский, дежуривший у дома Таро Асо, предотвратил дальнейшую эскалацию, и протестующие разошлись, не потребовав компенсации за ущерб. На следующий день Сукарно провела пресс-конференцию перед своим домом, чтобы выразить свое недовольство реакцией полиции.
В июле 2012 года в ответ на инцидент с издевательствами в средней школе Одзияма города Оцу, который привёл к самоубийству ученика, Сукарно опубликовала в своём блоге имена и фотографии женщины, которая, как предполагалось, была подозреваемой, и людей, которые, по-видимому, были с ней связаны. Однако вскоре выяснилось, что преступник был неправильно идентифицирован, и Сукарно удалила запись из своего блога. Когда публичных извинений от Сукарно не последовало, женщина подала на неё в суд, требуя 11 миллионов иен (около 75 000 долларов США) в качестве компенсации ущерба. В феврале 2014 года окружной суд Кобе признал действия Сукарно «крайне безрассудными» и обязал её выплатить 1,65 миллиона иен (около 11 000 долларов США). Сукарно заявила, что решение суда было несправедливым, и что она будет бороться с ним вплоть до Верховного суда, но позднее в Высоком суде Осаки было достигнуто нераскрытое соглашение. 
В январе 2014 года Токийская полиция расследовала жалобу на Сукарно после её появления на шоу «Okusama wa Monster 2» на канале «TBS TV», где она якобы ударила пощёчину другого гостя. Выступая перед журналистами, Сукарно выразила сожаление за то, что «вызвала переполох», и сказала, что они с жертвой уладили инцидент во время телефонного разговора.
В январе 2017 года Сукарно навлекла на себя китайскую критику, когда выступила в поддержку президента APA Group Тосио Мотоя, который подвергся критике за распространение политической пропаганды в отелях группы, назвав военные преступления Японии, такие как Нанкинская резня и сексуальное рабство во время войны, «сфабрикованными историями, созданными для того, чтобы опозорить Японию». Во время трансляции «Abema Prime» на телеканале «TV Asahi» Сукарно высказала мнение, что убеждения и действия Мотои подпадают под его право на свободу выражения мнений, и переключила внимание на вопросы суверенитета Тибета и споры вокруг островов Сенкаку и Южно-Китайского моря. Несколько лет спустя её участие в скандале способствовало бойкоту на родине китайского артиста Чжан Чжэханя, который позировал для фотографии с Сукарно на свадьбе друга в святилище Ноги в 2019 году, после того как годом ранее он также делал фотографии в скандальном святилище Ясукуни.
28 октября 2020 года Сукарно принесла извинения за свои высказывания в программе «Mune-ippai Summit!» на канале «Kansai TV», где она связала женское бесплодие с абортами. Выражая поддержку запрету абортов, она заявила, что «главной причиной бесплодия являются аборты, которые делают беременные женщины, не желающие иметь детей», добавив, что «лучше не позволять женщинам в Японии проходить выскабливание».
В июле 2023 года Сукарно защитил покойного Джонни Китагаву от обвинений в сексуальном насилии над детьми в «Twitter», написав в «Twitter», что он «любил детей из своего агентства, как будто они были его собственными», и что критика в его адрес «позорит Японию».

## Политика и активизм

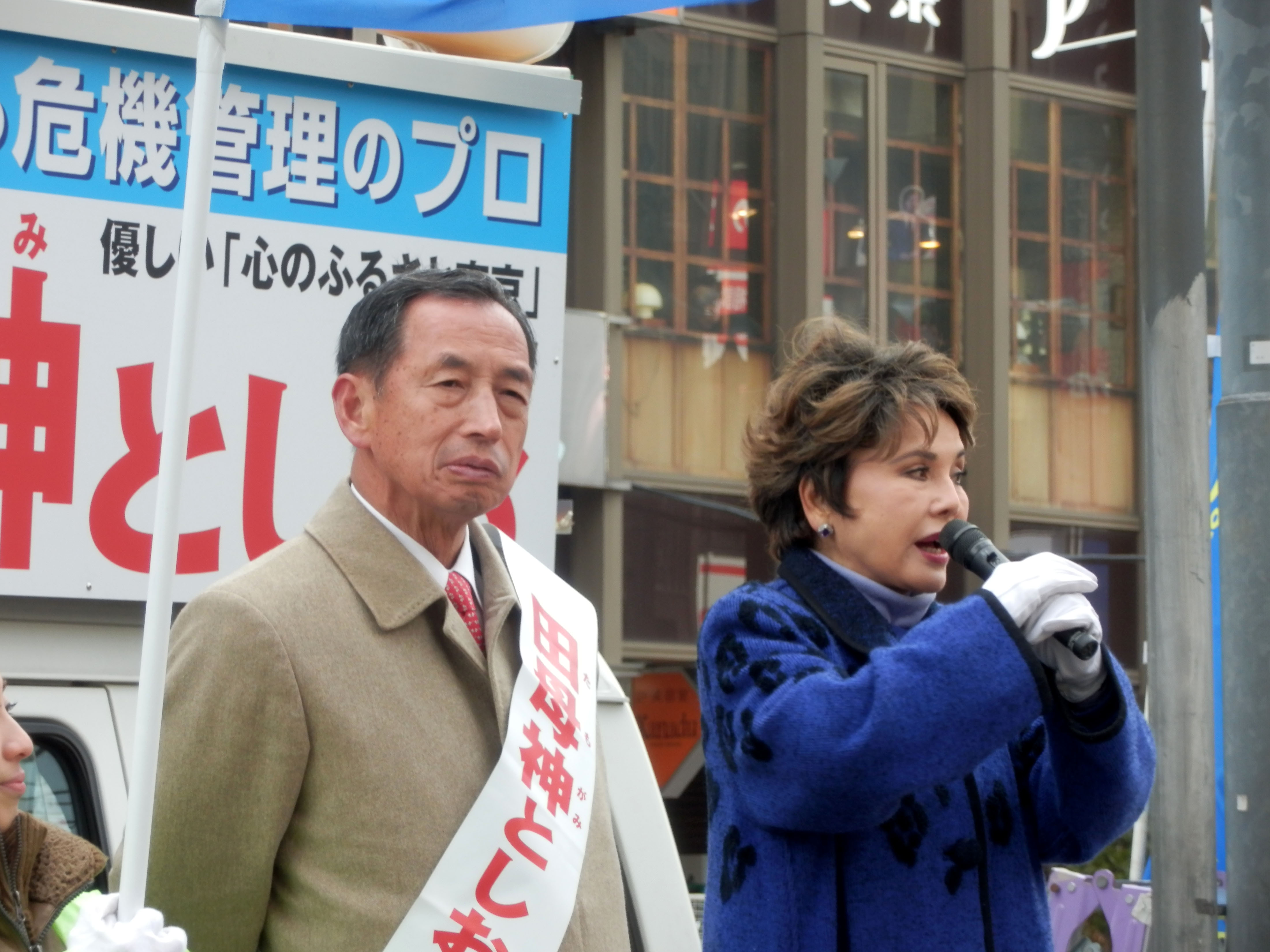
Сукарно выступает в поддержку кандидатуры Тосио Тамогами на пост губернатора Токио, февраль 2014 года

До февраля 2025 года Деви Сукарно была гражданкой Индонезии, зарегистрированной в постоянном списке избирателей (Daftar Pemilih Tetap) посольства Республики Индонезия в Токио по состоянию на 2008 год. Однако она не воспользовалась своим правом голоса. В 2016 году Сукарно все еще выражала намерение сохранить свое индонезийское гражданство, заявив, что индонезийский паспорт был единственным способом, которым она могла свободно путешествовать в Блитар и обратно (где находится место упокоения ее покойного мужа), то есть как гражданка Индонезии.
После отстранения от власти своего мужа Сукарно мало занималась индонезийской политикой. Когда в 2004 году её попросили прокомментировать правление ее падчерицы Мегавати, она ответила: «Я думаю, Мегавати постепенно делает все, что может. Быть мусульманкой-президентом нелегко». 
С 2004 года Сукарно сотрудничала с Японским обществом Красного Креста и Программой ООН по окружающей среде (ЮНЕП) и выразила желание помогать беженцам, а также людям, живущим под властью таких режимов, как северокорейский.
После смерти в январе 2008 года преемника её мужа Сухарто, Сукарно выступила в средствах массовой информации, обвинив его в установлении репрессивного режима и сравнив его с камбоджийским деспотом Пол Потом.
В 2011 году Сукарно запустила онлайн-петицию с требованием лишить наследства тогдашнего наследного принца Нарухито и сделать его младшего брата Фумихито наследником престола.
12 февраля 2025 года Сукарно объявила о создании 12-й партии мира (яп. 12平和党, Heiwatō), которую она основала совместно с активистом по правам животных Хориике Хироси из Всемирного альянса собак. Чтобы участвовать в японской политике, она отказалась от индонезийского гражданства и вернула себе японское.

## Фильмография
- «PriPara Minna no Akogare Let's Go PriPari» (2016) как Плория Оканда (голос)[30]
- «Idol Time PriPara» (2017) в роли Плории Оканды (озвучка, эпизод 39)
- «The Confidence Man JP»: Эпизод с принцессой (2020)